# リチャード・クレイダーマンのピアノレッスン
『リチャード・クレイダーマンのピアノレッスン』 は、NHK教育の「趣味悠々」の枠で1998年1月8日 - 4月2日に放送されていたテレビ番組である。
放送時間は木曜日の20:00 - 20:30。再放送は月曜日の12:00 - 12:30。
講師は、ピアニストのリチャード・クレイダーマン。司会は頼近美津子（第3回と第7回は生徒としても出演）。

## 概要
クレイダーマンがピアノの講師となって、彼の代表曲を毎回登場する生徒にレッスンを行う。プロのピアニストおよび、有名人にテレビでレッスンを受けられることや、コンサートとは違う一幕も見られるとあって人気を博した。また、エンディングではクレイダーマンにより、その回の練習曲の演奏（別収録）が放送された。

## 放送回
- 第1回：レディー・ディー（生徒：岡田朋子）
- 第2回：愛しのクリスティーヌ（生徒：ローラ・ジョリー）
- 第3回：母への手紙（生徒：頼近美津子）
- 第4回：愛のコンチェルト（生徒：中島千晶）
- 第5回：午後の旅立ち / ノスタルジー（生徒：黒田圭祐）
- 第6回：ドランの微笑（生徒：ローラ・ジョリー）
- 第7回：秋のささやき（生徒：頼近美津子）
- 第8回：美しいままで（生徒：中島千晶）
- 第9回：虹色の心（生徒：イザベル・グレゴワール）
- 第10回：鳥を夢みて / 子供のためのロンド（生徒：伊藤綾音 / 黒田類）
- 第11回：パンドラの旅（生徒：ローラ・ジョリー）
- 第12回：夢の中のウエディング / リストの愛の夢（生徒：イザベル・グレゴワール）
- 第13回：渚のアデリーヌ（生徒：中島千晶）

## 関連書籍
- リチャードクレイダーマンのピアノレッスン (NHK趣味悠々) (楽譜) 日本放送出版協会 (1998.12.10) ISBN 978-4141882510
- リチャード・クレイダーマンのピアノレッスン・オン・TV (VHS) ビクターエンタテインメント (1998.4.22)